# ویم آندریسن
ویم آندریسن (هلندی: Wim Anderiesen; ۲۷ نوامبر ۱۹۰۳ – ۱۸ ژوئیهٔ ۱۹۴۴) بازیکن فوتبال اهل هلند بود.

## باشگاهی
از باشگاه‌هایی که در آن بازی کرده‌است می‌توان به باشگاه فوتبال آژاکس آمستردام اشاره کرد.

## تیم ملی
وی همچنین در تیم ملی فوتبال هلند بازی کرده‌است.